# Saint-Laurent-la-Roche
Saint-Laurent-la-Roche foi uma comuna francesa na região administrativa de Borgonha-Franco-Condado, no departamento de Jura. Estendia-se por uma área de 11,13 km². Em 2010 a comuna tinha 347 habitantes (densidade: 31,2 hab./km²).
Em 1 de janeiro de 2016, passou a formar parte da nova comuna de La Chailleuse.